# میدان طیاره
میدان طیاره، روستایی از توابع بخش گلگیر  شهرستان مسجدسلیمان در استان خوزستان ایران است.

## جمعیت
این روستا در دهستان تل بزان قرار دارد و براساس سرشماری مرکز آمار ایران در سال ۱۳۸۵، جمعیت آن ۴۶ نفر (۱۲خانوار) بوده‌است.